# Скат (подводная лодка)
«Скат» — российская подводная лодка типа «Касатка», входившая в состав флота в 1905—1918 годах.

## Строительство
Миноносец «Скат» был заложен на Балтийском заводе в 1904 году. В августе — сентябре того же года спущен на воду, и после пробного погружения отправлен железной дорогой во Владивосток.

## Служба
В мае 1905 года собрана и введена в строй. В 1906 году «Скат» переклассифицирован в подводную лодку, прошёл модернизацию — получил среднюю рубку, прибывшую с завода-изготовителя.
В 1910—1914 годах лодка базировалась на Владивосток, в ходе летних кампаний совершала переходы в бухту Разбойник и далее в залив Стрелок. В 1910 году участвовала в испытаниях воздухозаборного устройства, прообраза шноркеля. В 1913 году во Владивостоке прошла капитальный ремонт с заменой бензиновых двигателей на 160-сильный дизель. В 1914 году, после начала Первой мировой войны, перешла во Владивосток, приняла полные запасы и боеприпасы.
Осенью-зимой переведена на Чёрное море, в июне 1915 года вошла в состав 3-го дивизиона подводных лодок Черноморского флота. Получила пятиствольное 47-мм зенитное орудие системы Гочкиса, выходила на патрулирование и дозорную службу у берегов Крыма. В 1915 году дважды действовала на позиции у Зунгулдака. В январе 1916 года совершила пробное плавание по Дунаю. В 1916—1918 годах использовалась в качестве учебной, с февраля 1918 года выведена из боевого состава, сдана на хранение. В том же году была захвачена сперва германскими, потом англо-французскими войсками, затем была передана Морским Силам Юга России, предназначалась к утилизации. В апреле 1919 года затоплена близ Севастополя англичанами без ведома командования Вооружённых Сил Юга России